# هنری-الکساندر دسلندر
هنری-الکساندر دسلندر (انگلیسی: Henri-Alexandre Deslandres; ۲۴ ژوئیهٔ ۱۸۵۳ – ۱۵ ژانویهٔ ۱۹۴۸) دانشمند در زمینه اخترشناسی اهل فرانسه بود.
وی همچنین برندهٔ جوایزی همچون مدال طلائی انجمن سلطنتی اختر شناسان، نشان هنری دراپر، و جایزه بروس شده‌است.